# Danza irlandese

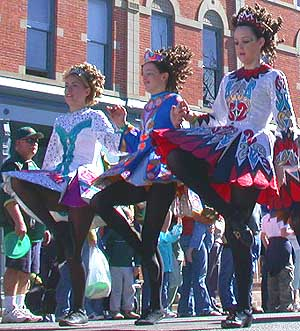
Ballerine irlandesi in Colorado (USA) nel giorno di San Patrizio

Le Danze irlandesi sono un gruppo di danze tradizionali dell'Irlanda che si suddividono in danze sociali e danze "in solo" (tipicamente da competizione). 
Le danze sociali irlandesi si suddividono in céilí e danze di gruppo.
Le danze di gruppo sono quadriglie, ballate da quattro coppie in una piazza, mentre le danze céilí sono ballate in diverse formazioni che vanno da due a sedici persone.
Vi sono anche delle differenze stilistiche tra le due forme di danza sociale.
Le tradizioni di danza irlandese probabilmente sono nate intorno alla musica tradizionale irlandese, sebbene le sue origini non siano chiare, le danze irlandesi furono successivamente influenzate da forme di ballo del Continente europeo, in particolare la Quadriglia.